# Stade Edilson-Abreu
Le stade Edilson-Abreu (en portugais : Estádio Edilson Abreu), également surnommé l'Abreuzão, est un stade de football brésilien situé dans la ville de Santa Isabel do Pará, dans l'État du Pará.
Le stade, doté de 2 000 places, sert d'enceinte à domicile à l'équipe de football de l'Atlético Clube Izabelense.

## Installations
Il possède l'une des meilleures pelouses du pays, protégée par des clôtures, avec un ensemble de tribunes (sur le côté gauche), un portail central, des cabines de presse, des vestiaires pour les joueurs et les arbitres.